# Rachel Notley
Rachel Notley, née le 17 avril 1964 à Edmonton (Alberta), est une avocate et femme politique canadienne. Elle est cheffe du Nouveau Parti démocratique de l'Alberta de 2014 à 2024 et Première ministre de l'Alberta de 2015 à 2019.

## Biographie

### Famille
Rachel Notley est la fille de Grant Notley, chef du NPD de 1968 à sa mort en 1984, et de Sandra Mary Wilkinson, ainsi que la sœur de Stephen Notley, auteur et illustrateur de Bob the Angry Flower.

### Jeunesse
Elle grandit dans le village de Fairview et entretient un rapport difficile avec son père et ses collègues. Elle aurait été «pas impressionnée» par Tommy Douglas, le chef du Nouveau Parti démocratique fédéral, quand il rendait visite à ses parents. Pendant un meeting du NPD à Grand Prairie sur le sujet de la pauvreté et de la dette étudiante, elle a publiquement posé une question à son père demandant son conseil en tant que : pauvre étudiante qui a eu de la difficulté pour obtenir un prêt étudiant car ses parents étaient trop riches, mais en même temps trop avares pour lui donner de l'argent. Son père, furieux, a attendu la fin du meeting pour lui prêter vingt dollars.   
Rachel Notley attribue son intérêt pour l'activisme à sa mère, qui l'emmenait avec elle aux manifestations pacifistes avant même ses dix ans. Malgré cela, elle est restée incertaine concernant son avenir dans la vie politique. Avec sa famille, elle cite Jack Layton comme son héros personnel. 
Le 19 octobre 1984, alors étudiante à l'université de l'Alberta, elle apprend la mort de son père dans un accident d'avion . Après avoir participé à une fête, elle a reçu, à quatre heures le matin, un appel de Tom Sigurdson, l'assistant exécutif de son père, qui l'informa qu'un avion s'était écrasé. Ce n'était pas le premier accident de son père. Dans le cadre de son travail à travers la province, il avait déjà eu d'autres accidents d'avion. Toutefois, un appel du député Ray Martin (ensuite chef du NPD en Alberta) confirma la mort de son père. Un jour après son élection comme première ministre de l'Alberta, elle a célébré le 30e anniversaire du décès de son père.       
Après son bac en sciences politiques à l'Université d'Alberta, elle a reçu un diplôme en droit d'Osgoode Hall à Toronto. Pendant ses études à Osgoode Hall elle était déléguée au congrès national du NPD en 1989. Là elle appuya le candidat Dave Barrett au leadership du parti, mais il a fini en deuxième place.  
Elle s'est mariée avec Lou Arab, un fonctionnaire de communications et relations publiques du Syndicat Canadien de la Fonction Publique (SCFP). Elle habite avec lui et leurs deux enfants dans le quartier historique de Old Strathcona à Edmonton.

### Carrière politique
Après ses études en droit, Notley est stagiaire en droit auprès de l'avocat Bob Blakely. Elle travailla ensuite avec le Syndicat des salariés provinciaux de l'Alberta (AUPE) dans le domaine de l'indemnisation des travailleurs. En 1994, elle déménagea à Vancouver, où elle travailla pour l'Association des sciences de santé comme un agent de santé et de sécurité au travail. Pendant ce temps en Colombie-Britannique, elle travailla pendant un an en tant qu'assistant auprès du Procureur Général de la province, Ujjal Dosanjh. Dans ce rôle, elle fait partie d'une équipe qui a répandu l'application des droits de famille aux couples de même sexe. Par la suite, le gouvernement du Canada prit des mesures semblables.  
Elle retourna à Edmonton en 2002. Là, elle travailla pour le Syndicat national des employées et employés généraux du secteur public, pour l'Université d'Athabasca, pour l'organisation à but non lucratif « Romanow Now » et finalement pour Untied Nurses of Alberta en tant qu'agent des relations de travail. Elle fut bénévole dans une organisation communautaire réclamant la construction des trottoirs à Strathcona. 
En 2006, elle reçut la nomination par acclamation de devenir candidat du NPD dans la circonscription provinciale d'Edmonton-Strathcona, succédant ainsi à l'ancien chef du NPD de la province, Raj Pannu. Son acclamation fut attendu par le chef du parti NPD fédéral à l'époque, Jack Layton. Par la suite, elle fut élue député provinciale à l'Assemblée législative de l'Alberta en 2008. Elle fut réélue en 2012 avec le pourcentage le plus élevé du vote pour un député dans cette élection. Un mois après son élection, deux activistes de Greenpeace se faufilèrent dans le centre de conférence Shaw pendant un dîner-bénéfice pour le premier ministre conservateur, Ed Stelmach. Ils soulevèrent une banderole lisant : « Stelmach: le meilleur premier ministre que le pétrole peut acheter » contre la politique environnementale de ce dernier. Un des manifestants, une femme qui s'appela Denise Ogonoski, fut un assistant à temps partiel dans le bureau de circonscription de Notley. Notley répondit que cela était une affaire personnelle et qu'elle allait discuter avec elle en personne, pas dans les médias. 
Durant son mandat, le chef du NPD albertain à l'époque, Brian Mason, la trouva vite sur ses pattes et chaleureuse, mais il dit qu'il avait de la difficulté à travailler avec elle dans la législature. Il la décrit comme nerveuse immédiatement après avoir été élue comme député; elle ne voulut pas être seule dans la législature, même quand Mason allait aux toilettes. Pourtant, selon Mason, elle devint «une politicienne passionnée, une parlementaire, et un communicateur très, très efficace». 
Elle devient chef du NPD provincial le 18 octobre 2014.

### Première ministre d'Alberta
Le 5 mai 2015, elle mène les néo-démocrates à la victoire lors des élections provinciales, défaisant les progressistes-conservateurs au pouvoir depuis 44 ans. Elle devient ainsi la 17e Première ministre d'Alberta, la première du NPD et la deuxième femme à gouverner la province.
Lors des élections générales de 2019, le NPD est battu par le Parti conservateur uni (PCU) de Jason Kenney qui succède à Rachel Notley comme Premier ministre. Celle-ci devient alors la cheffe de l'opposition officielle.
Le 16 janvier 2024, Notley a annoncé son intention de démissionner de son poste de chef du NPD de l'Alberta, mais elle resterait chef jusqu'à ce qu'un successeur soit élu le 22 juin. Le 22 juin 2024, Notley a été remplacée à la tête du NPD de l'Alberta par Naheed Nenshi.

## Résultats électoraux
| Parti | Parti                     | Candidat       | # de voix | % de voix | ± %      |
| ----- | ------------------------- | -------------- | --------- | --------- | -------- |
|       | Néo-démocrate             | Rachel Notley  | 13 597    | 82,42 %   | +19,82 % |
|       | Progressiste-Conservateur | Shelley Wegner | 2 242     | 13,59 %   | -6, 42 % |
|       | Libéral                   | Steve Kochan   | 659       | 3,99 %    | -0,42 %  |
| Total | Total                     | Total          | 16 498    | 100,00 %  |          |